# Valdegovía
Valdegovía (spanska) eller Gaubea (baskiska), officiellt Valdegovía/Gaubea, är en kommun i Spanien.   Den ligger i Álavaprovinsen i södra delen av den autonoma regionen Baskien i norra delen av landet, 270 km norr om huvudstaden Madrid. Antalet invånare är 1 072 (2024). Arean är 238,23 kvadratkilometer.